# Vasîlkiv, Ciortkiv
Vasîlkiv (în ucraineană Васильків) este un sat în comuna Krîvenke din raionul Ciortkiv, regiunea Ternopil, Ucraina.

## Demografie
Componența lingvistică a localității Vasîlkiv
     Ucraineană (99,65%)
     Alte limbi (0,35%)
Conform recensământului din 2001, majoritatea populației localității Vasîlkiv era vorbitoare de ucraineană (99,65%), existând în minoritate și vorbitori de alte limbi.